# Conferenza di Badasht
La conferenza di Badasht, tenutasi tra il 26 giugno e il 17 luglio del 1848 in un piccolo villaggio in prossimità del Mar Caspio, segnò la rottura tra il Bábismo e l'Islam e il disconoscimento da parte del primo della legge islamica.
Alla conferenza, diretta al consolidamento del movimento religioso babista e a organizzare la liberazione del Báb che era stato imprigionato, parteciparono i maggiori esponenti del Babismo, 81 persone in tutto.

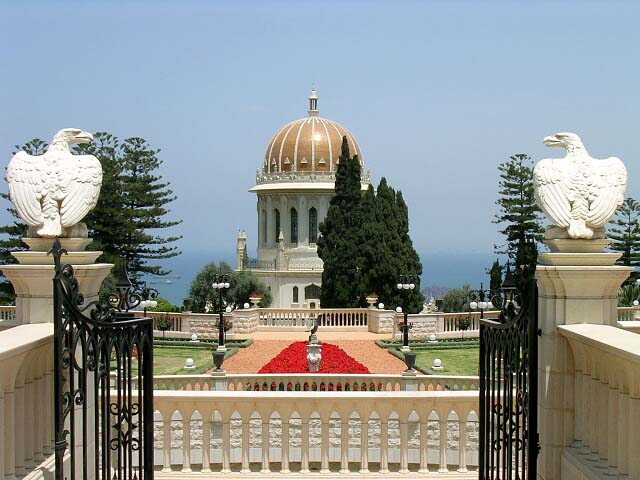
Mausoleo del Báb, Haifa

## Leader
Le figure chiave dell'incontro erano Mírzá Ḥusayn 'Alíy-i-Núrí, che avrebbe assunto il titolo di Bahá'u'lláh, Gloria di Dio, e avrebbe fondato la religione bahai, Mullá Muḥammad ‘Alí-i-Bárfurúsh, Lettera del Vivente noto con il titolo di Quddús e la poetessa Fátimih Baraghání, Táhirih, la Pura.

### Bahá'u'lláh
La posizione di Bahá'u'lláh fu di mediazione tra la posizione moderata di Quddús e quella più radicale di Táhirih.

### Quddús
Quddús sembrava non accettare la separazione del movimento babista dall'Islam per mantenerlo nel suo ambito e completare la legge islamica. La sua posizione pareva confliggere con quella di Táhirih che vedeva invece nel Babismo una religione autonoma e autarchica, oltre l'Islam, di cui riconosceva il Corano ma non la Sharia.
Prevalse la posizione di Táhirih.
Quddús quasi un anno dopo si sarebbe difeso con altri babisti e arroccato nella fortezza di Shaykh Tabarsi. Morì da martire, vittima di un feroce fanatismo a Barfurush, sua città natale.

### Táhirih
Táhirih pensava che il messaggio del Báb costituisse una rottura e un passo avanti rispetto all'Islam e ne abrogasse le leggi della Shari'a.
In tale ottica agì per convincere gli altri partecipanti e per sottolineare in maniera più radicale la sua posizione si presentò senza il tradizionale velo, cosa che, più che suscitare scandalo, era considerata, all'epoca, una vera eresia.

## Esiti
La conferenza si concluse con l'abrogazione della legge islamica e con la separazione del movimento babista dall'Islam.
Terminò  anticipatamente a causa di attacchi degli abitanti tradizionalisti di alcuni villaggi vicini.